# الجمعية الملكية للصم
الجمعية الملكية للأشخاص الصم ( RAD )- هي عبارة عن منظمة خيرية بريطانية تهدف إلى تعزيز رفاهية ومصالح الأشخاص الصم . إنها منظمة يقودها الصم.
ويشير استخدام الحرف الكبير "D" في كلمة الصم deaf إلى مجموعة الأشخاص الذين يعانون الصم، والذين يتشاركون لغة وثقافة ولغتهم الأولى أو المفضلة هي لغة الإشارة.  يشير الحرف الصغير "d" في كلمة الصم إلى الحالة السمعية المتمثلة في عدم السمع.

## تاريخ
الجمعية الملكية للصم هي أقدم منظمة بريطانية للأشخاص البالغين الذين يعانون الصم. تأسست في عام 1841م بوصفها مؤسسة لتوفير فرص العمل والإغاثة والتعليم الديني للبالغين الصم والبكم.  وفي عام 1876م وافقت الملكة فيكتوريا على أن تصبح راعية للمنظمة وأصبحت الجمعية الملكية لمساعدة الصم والبكم ( RADD ).  وفي عام 1986م تم تغيير اسمها إلى الجمعية الملكية لمساعدة الصم .  وتحتفظ الجمعية الخيرية بقاعدة قوية من نوادي الصم في جميع أنحاء لندن وجنوب شرق البلاد.

## الخدمات

### الخدمات القانونية والدعوية والتوظيف
تدعم الجمعية الملكية للصم الأشخاص الصم من أجل تحقيق الاستقلال ومساعدتهم في فهم الحقوق والموارد المالية. وهي تقدم المشورة في مجال التوظيف والقانون، والدعم المتخصص للصم من المجتمعات السوداء والأقليات العرقية. بدأت الخدمة القانونية للجمعية الخيرية في عام 2007م.  على مدى السنوات الأربع وحتى عام 2011م، دعمت المنظمة "حوالي نحو 1500 حالة، وكانت مجالات العمل والرعاية الاجتماعية والتمييز والإسكان هي المجالات الأكثر طلبًا في القانون". 

### خدمات الأطفال والعائلات والشباب
توفر الجمعية الملكية للصم أنشطة ومجموعات دعم للأسر التي لديها آباء و/أو أطفال صم أو ضعاف السمع. كما أنها تدير مجموعة من الأنشطة التي تمنح المراهقين الصم المهارات والثقة اللازمة لمرحلة البلوغ.

### تنمية مجتمع الصم
من خلال العمل مع نوادي الصم، ومجموعات المساعدة الذاتية الأخرى، توفر الجمعية الملكية للصم أماكن للمقابلات، بالإضافة إلى الأنشطة الاجتماعية والترفيهية.

### الترجمة
وتوفر الجمعية الملكية للصم مترجمين على مستوى عال من الجودة للغة الإشارة البريطانية / اللغة الإنجليزية، ومترجمين للصم المكفوفين، ومتحدثين بالشفاه، ومدونين للملاحظات، ومراسلين للكلام إلى نص. هناك أيضًا خدمة طوارئ متاحة 24 ساعة في اليوم، 365 يومًا في السنة.

### الرعاية الاجتماعية
يتم تقديم الدعم المتخصص للأشخاص الصم كبار السن، أو الذين يعانون من صعوبات التعلم و/أو تحديات الصحة العقلية، ويتم تقديم الدعم أيضًا للاشخاص الذين يقومون بالأعتناء بهم.

### خدمات الكنيسة المتخصصة والرعوية
عملت الجمعية الملكية للصم مع أبرشية لندن في توفير خدمات الرعاية الروحية للصم والمكفوفين الصم في لندن.  ويتم توظيف كاهن بدوام كامل بوصفه قسيسًا لمجتمع الصم في لندن،  وعلى مدى ما يقرب من 150 عامًا، حافظت جمعية الصم الملكية على كنيسة متخصصة ومركز اجتماعي، مركز القديس المخلص للصم ، في أكتون حيث عمل قسيس الصم. تم افتتاح الكنيسة في عام 1873م، وانتقلت إلى موقع أكتون في عام 1925م، حيث وفرت مركزًا للعبادة والتدريس والأنشطة الاجتماعية في جميع أنحاء العاصمة. كانت كنيسة سانت سافيور هي الكنيسة الإنجليزية الوحيدة التي تم تصميمها خصيصًا لمجتمع الصم، سواء من حيث الهندسة المعمارية أو تجهيزاتها وتجهيزاتها. وكانت كنيسة القديس المخلص مملوكة لـ الجمعية الملكية للصم  ونظرًا لفقدان التمويل أغلقت كنيسة القديس المخلص ومركزها في نهاية سبتمبر 2014م.